# Derviš
Derviš (arabsko: ﺵﻴﻭﺭﺩ, darwīš; turško: derviş) je izraz, ki označuje muslimanskega mistika, privrženci tasavufa, mističnega nauka o islamu, disciplina ki se bavi z najglobljim bistvom. »Ni Boga razen Alaha, ni ničesar razen Alaha, samo Bog je stvaren.«  Derviš je beseda perzijskega izvora in pomeni berača, vendar ne v današnjem smislu, temveč kot človeka, ki priznava svojo revnost nasproti božjemu bogastvu.
Učeni naziv za derviša je sufi (v arabščini صوفي sūfī; v Sarajevu in Bosni pogosto izgovarjajo kot sufija). V zahodnih akademskih krogih se beseda sufi pogosto uporablja kot edini izraz.
Derviš je oseba, ki si prizadeva za visoko spoznanje Boga in v zamaknjenem stanju poskuša ostati na najvišji ravni molitve. Derviš si prizadeva odvrniti srce od vsega kar ni Bog.
O derviših se ne ve veliko. Nekateri mislijo, da so to islamski fanatiki in skrajneži, in drugi, da so to potujoči asketi. Svoja telesa vzdržujejo v tem svetu in se ne odrekajo vsem ljudskim željam, vzdržijo se le tistih, ki so v nasprotju z Božjim zakonom, in tistim, ki jih nalaga zdrav razum. Skozi sufijsko prakso in tradicijo islama, poskušajo globlje prodreti v lastno dušo in tako osvoboditi svoje srce. Sicer so to zdravniki, učitelji, trgovci, umetniki, poslovneži in družinski možje, ampak tudi pravi duhovni romarji svojih življenj.
Eden od najbolj znanih redov dervišev je red Naqshibendi.